# Zapasy na Letnich Igrzyskach Olimpijskich 1980 – kategoria do 90 kg w stylu klasycznym
Zmagania mężczyzn w wadze 90 kg to jedna z dziesięciu męskich konkurencji w zapasach w stylu klasycznym rozgrywanych podczas Letnich Igrzysk Olimpijskich 1980. Pojedynki w tej kategorii wagowej odbyły się w dniach 20 – 22 lipca.

## Klasyfikacja[2]
| Pozycja | Nazwisko            | Kraj       |
| ------- | ------------------- | ---------- |
| 1       | Norbert Növényi     | Węgry      |
| 2       | Igor Kanygin        | ZSRR       |
| 3       | Petre Dicu          | Rumunia    |
| 4       | Frank Andersson     | Szwecja    |
| 5       | Thomas Horschel     | NRD        |
| 6       | José Poll           | Kuba       |
| 7       | Christophe Andanson | Francja    |
| 8       | Jeorjos Pozidis     | Grecja     |
| 9       | Stojan Nikołow      | Bułgaria   |
| 10      | Franz Pitschmann    | Austria    |
| .       | Czesław Kwieciński  | Polska     |
| 12      | Keijo Manni         | Finlandia  |
| 13      | Darko Nišavić       | Jugosławia |
| 14      | Dżamcyn Bor         | Mongolia   |
| 15      | Atef Mahayri        | Syria      |

## Zasady
Przyjęto zasadę punktów karnych, gdzie zdobycie sześciu punktów lub więcej eliminowało zawodnika z turnieju. Kolejność miejsc medalowych ustalona została w specjalnej rundzie finałowej, z udziałem trzech zawodników z najmniejszą liczbą takich punktów.
- TPP — Punkty karne razem
- MPP — Punkty karne pojedynku
- TF — Łopatki
- DQ — Dyskwalifikacja za pasywność
- D1 — Dyskwalifikacja za pasywność, zwycięzca również był pasywny

## Punktacja
- 0 — Wygrana na łopatki, przewagę techinczną, pasywność, kontuzję
- 0.5 — Wygrana na punkty  (8-11 punktów różnicy)
- 1 — Wygrana na punkty  (1-7 punktów różnicy)
- 2 — Dyskwalifikacja za pasywność, zwycięzca również był pasywny
- 3 — Przegrana na punkty (1-7 punktów różnicy)
- 3.5 — Przegrana na punkty (8-11 punktów różnicy)
- 4 — Przegrana na łopatki, przewagę techiczną, pasywność, kontuzję

## Wyniki[3]

### Pierwsza runda
| TPP | MPP |                     | Wynik\|Czas |                 | MPP | TPP |
| --- | --- | ------------------- | ----------- | --------------- | --- | --- |
| 4   | 4   | Keijo Manni         | TF / 2:22   | Norbert Növényi | 0   | 0   |
| 4   | 4   | Atef Mahayri        | TF / 5:39   | Thomas Horschel | 0   | 0   |
| 3   | 3   | Jeorjos Pozidis     | 13 - 16     | Frank Andersson | 1   | 1   |
| 0.5 | 0.5 | Czesław Kwieciński  | 11 - 3      | Dżamcyn Bor     | 3.5 | 3.5 |
| 4   | 4   | Franz Pitschmann    | DQ / 7:50   | Petre Dicu      | 0   | 0   |
| 0   | 0   | Igor Kanygin        | DQ / 7:09   | Stojan Nikołow  | 4   | 4   |
| 2   | 2   | Darko Nišavić       | D1 / 4:38   | José Poll       | 4   | 4   |
| 0   |     | Christophe Andanson |             | Bez walki       |     |     |

### Druga runda
| TPP | MPP |                     | Wynik\|Czas |                    | MPP | TPP |
| --- | --- | ------------------- | ----------- | ------------------ | --- | --- |
| 3   | 3   | Christophe Andanson | 9 - 15      | Keijo Manni        | 1   | 5   |
| 0   | 0   | Norbert Növényi     | TF / 2:38   | Atef Mahayri       | 4   | 8   |
| 4   | 4   | Thomas Horschel     | TF / 1:10   | Jeorjos Pozidis    | 0   | 3   |
| 1   | 0   | Frank Andersson     | 19 - 0      | Czesław Kwieciński | 4   | 4.5 |
| 7.5 | 4   | Dżamcyn Bor         | TF / 5:53   | Franz Pitschmann   | 0   | 4   |
| 4   | 4   | Petre Dicu          | D1 / 6:50   | Igor Kanygin       | 2   | 2   |
| 4   | 0   | Stojan Nikołow      | DQ / 4:58   | Darko Nišavić      | 4   | 6   |
| 4   |     | José Poll           |             | Bez walki          |     |     |

### Trzecia runda
| TPP | MPP |                    | Wynik\|Czas |                     | MPP | TPP |
| --- | --- | ------------------ | ----------- | ------------------- | --- | --- |
| 4.5 | 0.5 | José Poll          | 9 - 1       | Christophe Andanson | 3.5 | 6.5 |
| 9   | 4   | Keijo Manni        | TF / 4:46   | Thomas Horschel     | 0   | 4   |
| 0   | 0   | Norbert Növényi    | TF / 5:25   | Jeorjos Pozidis     | 4   | 7   |
| 1   | 0   | Frank Andersson    | TF / 1:45   | Franz Pitschmann    | 4   | 8   |
| 8   | 3.5 | Czesław Kwieciński | 2 - 10      | Igor Kanygin        | 0.5 | 2.5 |
| 5   | 1   | Petre Dicu         | 6 - 2       | Stojan Nikołow      | 3   | 7   |

### Czwarta runda
| TPP | MPP |                 | Wynik\|Czas |                 | MPP | TPP |
| --- | --- | --------------- | ----------- | --------------- | --- | --- |
| 8.5 | 4   | José Poll       | TF / 5:57   | Norbert Növényi | 0   | 0   |
| 8   | 4   | Thomas Horschel | TF / 5:29   | Petre Dicu      | 0   | 5   |
| 4   | 3   | Frank Andersson | 5 - 7       | Igor Kanygin    | 1   | 3.5 |

### Piąta runda
| TPP | MPP |                 | Wynik\|Czas |              | MPP | TPP |
| --- | --- | --------------- | ----------- | ------------ | --- | --- |
| 1   | 1   | Norbert Növényi | 7 - 6       | Igor Kanygin | 3   | 6.5 |
| 7   | 3   | Frank Andersson | 2 - 3       | Petre Dicu   | 1   | 6   |

### Runda finałowa
Zaliczone pojedynki z wcześniejszych rund
| TPP | MPP |                 | Wynik\|Czas |              | MPP | TPP |
| --- | --- | --------------- | ----------- | ------------ | --- | --- |
|     | 4   | Petre Dicu      | D1 / 6:50   | Igor Kanygin | 2   |     |
|     | 1   | Norbert Növényi | 7 - 6       | Igor Kanygin | 3   | 5   |
| 2   | 1   | Norbert Növényi | 4 - 1       | Petre Dicu   | 3   | 7   |